# Hassan Mokhtar
Hassan Mokhtar (en árabe: حسن مختار‎; Puerto Saíd, 26 de enero de 1944-Guiza, 5 de marzo de 2016) fue un entrenador y jugador de fútbol egipcio.

## Selección nacional
Jugó un total de 17 partidos con la selección de fútbol de Egipto. Debutó el 9 de julio de 1969 en un partido amistoso contra Alemania Oriental, encuentro que finalizó con un resultado de 7-0 a favor del combinado alemán. Además disputó partidos de la Copa Africana de Naciones 1970, en la que quedó en tercer lugar. Su último partido con la selección lo disputó el 20 de agosto de 1973 contra Siria en un encuentro de la Copa de Naciones de Palestina que finalizó con un marcador de 0-2 a favor de Siria.

## Clubes

### Como futbolista
| Club                | País   | Año         |
| ------------------- | ------ | ----------- |
| Port Foad Club      | Egipto | 1963 - 1966 |
| Olympic El Qanah FC | Egipto | 1966 - 1968 |
| Desconocido         | Libia  | 1968 - 1969 |
| Ismaily SC          | Egipto | 1969 - 1974 |
| Al-Arabi SC         | Catar  | 1974 - 1975 |

### Como entrenador
| Club        | País  | Año  |
| ----------- | ----- | ---- |
| Al-Arabi SC | Catar | 1980 |

## Palmarés

### Campeonatos internacionales
| Título                            | Club       | País   | Año  |
| --------------------------------- | ---------- | ------ | ---- |
| Copa Africana de Clubes Campeones | Ismaily SC | Egipto | 1969 |